# 严禁反应
严禁反应（英語：Stringent response）是指细菌等原核生物在缺少氨基酸的环境中生长时，细胞主动关闭蛋白质合成等一些代谢活性的反应。

## 反应过程
氨基酸供应减少时，与氨基酸结合的tRNA数量减少而空载的tRNA增多，这种空载的tRNA是焦磷酸转移酶的激活剂，从而使得焦磷酸转移酶催化ATP转移焦磷酸基到GDP或GTP上，产生PPGPP（四磷酸鸟苷）和PPPGPP（五磷酸鸟苷），这两种物质可以使得某些基因的表达被关闭。